# Hexatoma (Cladolipes) haiasana
Hexatoma (Cladolipes) haiasana is een tweevleugelige uit de familie steltmuggen (Limoniidae). De soort komt voor in het Palearctisch gebied.